# Izabal
Izabal és un departament que està situat a la regió nord-Oriental de Guatemala. Limita al Nord amb el departament d'El Petén, Belize i el mar Carib; al Sud amb el departament de Zacapa; a l'Est amb la República d'Hondures; i a l'Oest amb el departament d'Alta Verapaz. La capçalera departamental, Puerto Barrios, es troba a una distància de 308 km de la capital nacional. En el centre del departament es troba el llac Izabal, el més gran de Guatemala.

## Idioma
L'idioma oficial i més parlat és el castellà, no obstant això, des de 1800 s'alterna l'idioma garífuna que és el resultat del mestissatge de tres grups ètnics : els indis caribs que són naturals d'aquestes illes, els arawacs procedents de l'Amèrica del Sud i els negres africans. A Estor i part de Livingston també es parla el kektxí, ja que la part occidental d'aquest departament ha estat habitada per l'ètnia del mateix nom.

## Àrees protegides
A Izabal existeixen diverses zones que s'han denominat àrees protegides, entre les quals estan:
- El Refugi de Vida Silvestre Punta de Manabique, amb 132.900 hectàrees, coadministrat per FUNDARY:
- La Reserva de la Biósfera de las Minas, con 96.000 ha, administrada pels Defensores de la Naturaleza;
- El Parqc Nacional Bahía de Santo Tomás, amb 1.000 ha, administrada per CONAP;
- La Reserva Protectora de Manantiales Cerro San Gil, amb 45.000 hectàrees, administrada per FUNDAECO;
- La Reserva Biològica de Río Dulce, amb 7.200 hectàrees, que administra CONAP;
- El Biòtop protegit del Manatí Chocón Machacas, amb 6.265 ha que administra CECON-USAC;
- Reserva Natural Privada el Higuerito, con 1.266 ha, la cual és administrada por Juan Antonio Paz;
- La Reserva Natural privada Río Blanco, amb 136 ha que administra Agro-industrias;
- El Refugi de Vida Silvestre Bocas del Polochic, amb 20.760 ha que administren els Defensores de la Naturaleza;
- La Sierra de Ílas Minas amb 140.300 ha que administren els Defensores de la Naturaleza;
- Monument Natural Quiriguá, amb 34 ha que administra IDAEH; i
- El Parc Nacional Cuevas del Silvino, amb 8 ha que administra CONAP.

## Divisió administrativa
Aquest departament compta amb cinc municipis que són:
1. Puerto Barrios.
2. Livingston.
3. El Estor.
4. Morales.
5. Los Amates.